# سیارک ۷۳۴۵۳
سیارک ۷۳۴۵۳ (به انگلیسی: 73453 Ninomanfredi، نامگذاری:2002NJ34) هفتاد و سه هزار و چهارصد و پنجاه و سومین سیارک کشف شده‌است که در ۱۳ ژوئیه ۲۰۰۲ کشف شد.